# 波尔蒂科-迪卡塞塔
波尔蒂科-迪卡塞塔（義大利語：Portico di Caserta），是意大利卡塞塔省的一个市镇。总面积1.82平方公里，人口7684人，人口密度4222.0人/平方公里（2009年）。ISTAT代码为061062。